# Giovanni Borgia
Giovanni Borgia (1474 vagy 1476 – Róma, 1497. június 14.) Gandía hercege.

## Szülei, testvérei
Giovanni Borgia 1474-ben vagy 1476-ban születhetett, Rómában, Rodrigo Borgia vatikáni bíboros, a későbbi VI. Sándor pápa és szeretője, Vannozza de Cattanei grófnő első vagy második gyermekeként. Világra jöttekor anyja Domenico da Rignano felesége volt.
Két fivére volt, Cesare (egyes korabeli források szerint ő volt a legidősebb fiú a családban) és Gotfrid, továbbá egy húga, Lucrezia, akit apjuk mindig aszerint házasított ki, ahogy saját aktuális politikai érdekei kívánták.

## Felesége, hercegi rangja
1493 szeptemberében Giovanni, akárcsak testvérei, diplomáciai előnyök okán is kénytelen volt apja utasításának megfelelően megházasodni. Elhunyt féltestvére, a valenciai Pedro Luis jegyesét, María Enriquez de Lunát vette feleségül. Giovanni megkapta a Gandía 2. hercege, Sessa hercege, és Nápoly főbírája címet, valamint a pápai állam haderejének vezetője lett. Két gyermeke született, Giovanni (később Gandía harmadik hercege lett) és Isabella (apáca lett belőle).

## Meggyilkolása

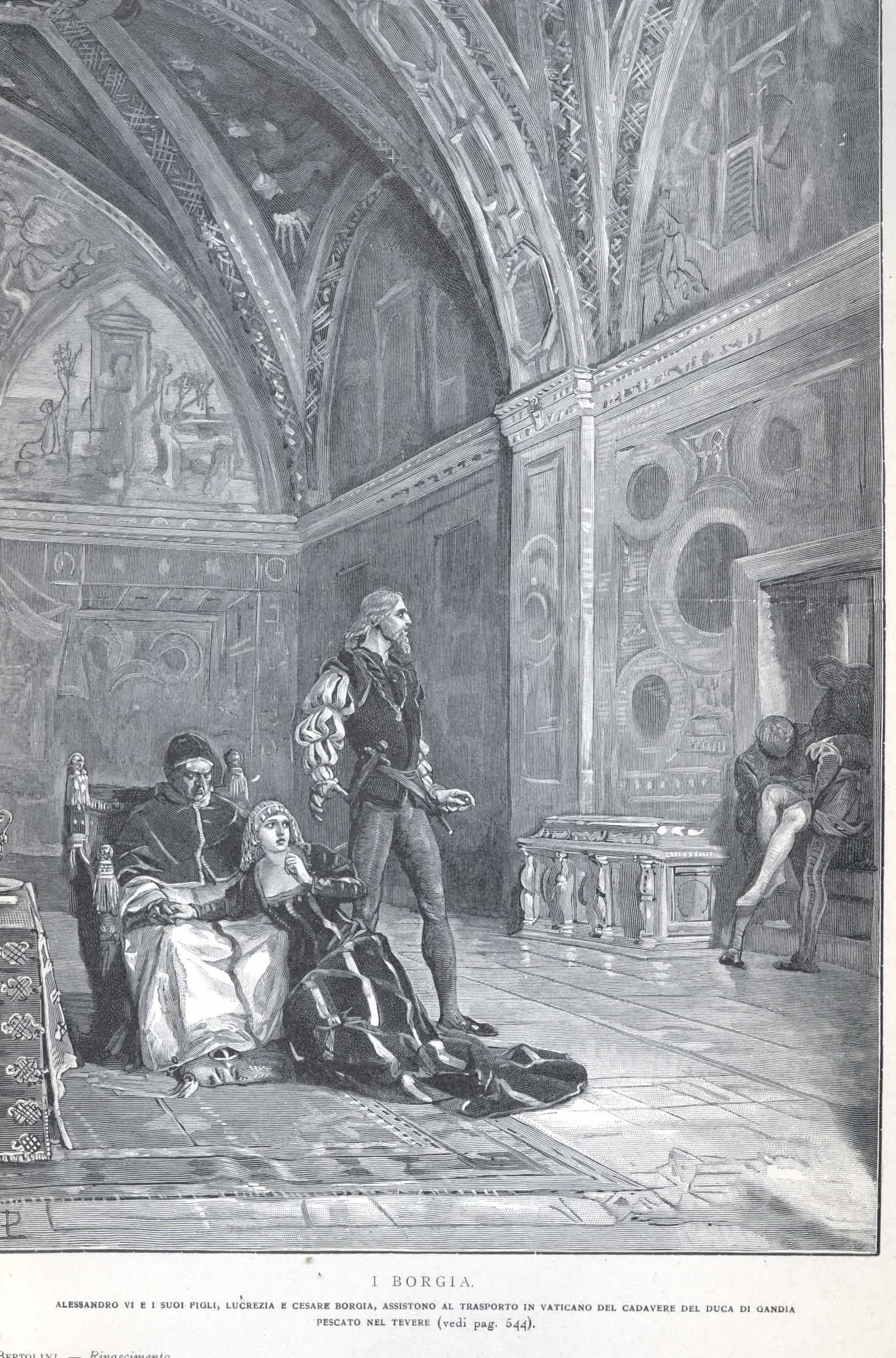
Giovanni Borgia holttestének megtalálása

1497. június 14-e éjszakáján Giovannit meggyilkolták Róma Piazza della Guidecca negyedének közelében. Gazdag öltözetben emelték ki holttestét a Tiberis folyóból, derékszíján érintetlen erszényével, melyben 30 aranydukátot találtak megtalálói. Halálának pontos körülményei még több mint 500 év után sem tisztázódtak teljesen, ugyanis a gyilkosság időpontjában csak egy kísérő volt vele, akit ugyancsak megöltek a támadók, más szemtanúja pedig állítólag nem volt az esetnek. Állítólag a bűntényt maga a herceg öccse, Cesare követte el, mivel állítólag gyűlölték egymást, s mindketten ugyanazzal a nővel kezdtek intim viszonyba – saját öccsük, Gotfrid feleségével, Aragóniai Sancia hercegnővel, II. Alfonz nápolyi király leányával. (Sancia fivére, Alfonz lett Lucrezia Borgia második férje.) Más feltételezések szerint a gyilkosságot nem is Cesare, hanem öccse, a felszarvazott és büszkeségében megsértett Gotfrid követte el.